# Меїда-Веїл (станція метро)
51°31′47″ пн. ш. 0°11′08″ зх. д. / 51.529722° пн. ш. 0.185556° зх. д.

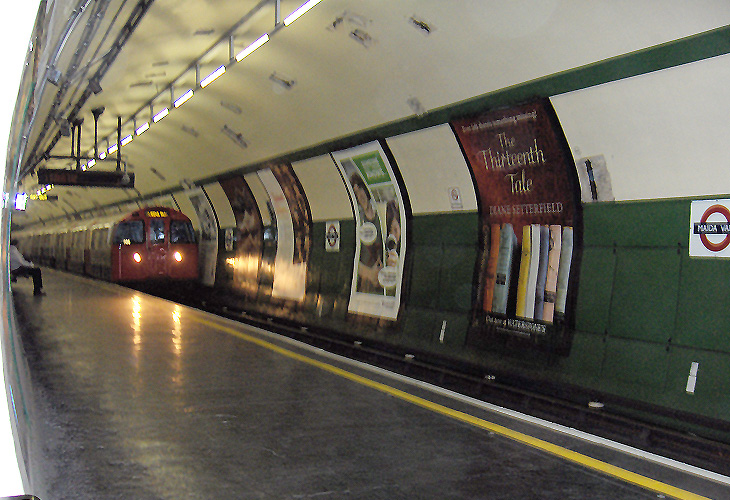
Платформа метростанції Меїда-Веїл

Меїда-Веїл (англ. Maida Vale) — станція Лондонського метрополітену лінії Бейкерлоо, розташована у Меїда-Веїл, між станціями Ворик-авеню та Кілберн-парк, у 2-й тарифній зоні. В 2017 році пасажирообіг станції склав 3.29 млн осіб.
- 6 червня 1915 — відкриття станції.

## Пересадки
- на автобуси London Buses маршрутів 16, 98, 332 та нічних маршрутів N16, N98.